# 18 octobre
Pour les articles homonymes, voir Dix-Huit-Octobre.
18 septembre 18 novembre
Chronologies thématiques
- Croisades
- Ferroviaires
- Sports
- Disney
- Anarchisme
- Catholicisme

Abréviations / Voir aussi
- (° 1852) = né en 1852
- († 1885) = mort en 1885
- a.s. = calendrier julien
- n.s. = calendrier grégorien
- Calendrier
- Calendrier perpétuel
- Liste de calendriers
- Naissances du jour

Le 18 octobre est le 291e jour de l'année du calendrier grégorien, 292e lorsqu'elle est bissextile (il en reste ensuite 74).
C'était généralement l'équivalent du 27 vendémiaire du calendrier républicain ou révolutionnaire français, officiellement dénommé jour du piment.

## Événements

### VIIesiècle
- 614 : édit de Clotaire II.
- 629 : couronnement de Dagobert Ier comme roi des Francs.

### XIesiècle
- 1016 : victoire de Knut le Grand sur Edmond Côte-de-Fer, à la bataille d'Assandun.
- 1081 : bataille de Dyrrachium. Les Normands battent les forces d’Alexis Comnène de Byzance.

### XIVesiècle
- 1356 : séisme à Bâle.

### XVIesiècle
- 1534 : début de l'affaire des Placards, dans la nuit du 17 au 18 octobre à Pariset dans plusieurs villes de province.
- 1540 : le conquistador espagnol Hernando de Soto attaque et détruit la ville fortifiée de Mabila et tue le chef indien Tuskaloosa[1].
- 1561 : quatrième bataille de Kawanakajima.
- 1599 : Michel Ier le Brave, prince de Valachie, défait l’armée d’André Báthory, à la bataille de Şelimbăr, conduisant à la première unification connue du peuple roumain.

### XVIIesiècle
- 1622 : traité de Montpellier.
- 1629 : Matias d'Albuquerque arrive à Récife
- 1681 : la régence d’Alger déclare la guerre à la France.
- 1685 : édit de Fontainebleau, révoquant l'édit de Nantes de 1598.

### XVIIIesiècle
- 1748 : traité d'Aix-la-Chapelle (fin de la guerre de Succession d'Autriche).
- 1751 : tremblement de terre en Haïti.
- 1779 : fin du siège de Savannah, pendant la guerre d'indépendance américaine.
- 1793 : début de la Virée de Galerne, pendant la guerre de Vendée.
- 1797 : traité de Campo-Formio (guerre franco-autrichienne).

### XIXesiècle
- 1813 : bataille de Leipzig, à la suite de laquelle Napoléon Ier est obligé d'évacuer l'Allemagne.
- 1860 : signature du traité de Tientsin, qui clôt la seconde guerre de l'opium.
- 1867 : achat de l'Alaska par les États-Unis.
- 1898 : les États-Unis prennent Puerto Rico au détriment de l'Espagne.

### XXesiècle
- 1907 : acte final de la deuxième conférence de la Haye.
- 1912 : traité de Lausanne.
- 1913 : ultimatum de l'Autriche-Hongrie à la Serbie, donnant huit jours à la Serbie pour évacuer les régions d'Albanie occupées par les troupes royales serbes.
- 1944 : 
  - le maréchal Erwin Rommel est inhumé à Ulm en Allemagne.
  - les troupes soviétiques entament la libération de la Tchécoslovaquie de l'occupation allemande.
- 1949 : résolution no 78 du Conseil de sécurité des Nations unies, sur les armements, leurs réglementation et réduction.
- 1967 : la sonde spatiale soviétique Venera 4 atteint l'orbite de Vénus et devient le premier engin spatial à mesurer l'atmosphère d'une autre planète.
- 1991 : l'Azerbaïdjan adopte une déclaration d'indépendance vis a vis de l'Union soviétique.

### XXIesiècle
- 2017 : ouverture du dix-neuvième congrès national du Parti communiste chinois.
- 2018 : au Bhoutan, victoire du Druk Nyamrup Tshogpa, au second tour des élections législatives.
- 2020 : 
  - en Bolivie, les élections générales ont lieu de manière anticipée afin d'élire simultanément le président et le vice-président ainsi que les 130 membres de la Chambre des députés et les 36 membres de la Chambre des sénateurs du pays. Le candidat du Mouvement vers le socialisme Luis Arce est élu dès le premier tour[2].
  - en Guinée, l'élection présidentielle a lieu afin d'élire le président du pays. Des heurts interviennent dans la capitale Conakry entre forces de l'ordre et partisans du candidat de l'opposition Cellou Dalein Diallo, qui revendique sa victoire avant l'annonce des résultats officiels[3].
- 2022 : en Suède, Ulf Kristersson devient Premier ministre et forme son gouvernement, au lendemain de son élection par le Parlement avec le soutien inédit de l'extrême droite[4].

## Arts, culture et religion
- 1009 : le calife fatimide Al-Hakim bi-Amr Allah fait démolir l’église du Saint-Sépulcre à Jérusalem.
- 1851 : Moby Dick est publié pour la première fois en Grande-Bretagne, sous le titre The Whale (la baleine).
- 1914 : fondation du Mouvement de Schoenstatt.
- 1973 : Jean D’Ormesson est élu à l’Académie française à 48 ans au fauteuil laissé vacant de Jules Romains et d'autres immortels en érudite Quarantaine[5].

## Sciences et techniques
- 320 : le philosophe grec Pappus d'Alexandrie observe une éclipse de Soleil et rédige un commentaire à ce sujet sur le Grand Astronome (Almageste).
- 1818 : fondation de l'université rhénane Frédéric-Guillaume de Bonn.
- 1950 : adoption à Paris de la convention internationale pour la protection des oiseaux, qui fait apparaître la notion d'espèces menacées d'extinction, et la nécessité de préserver certains habitats naturels[6].
- 1963 : la fusée française Véronique lance une capsule à bord de laquelle se trouve une chatte, Félicette, qui devient ainsi le premier et unique chat à effectuer un vol suborbital.
- 2013 : une étude à propos d’un crâne découvert en Géorgie remet en question la classification des premiers Homo en plusieurs espèces.

## Économie et société
- 1961 : ouverture à la signature de la Charte sociale européenne.
- 1973 : détournement du vol Paris-Nice par l'épouse de Georges Cravenne, qui réclame l'annulation de la sortie du film Les Aventures de Rabbi Jacob, trop pro-juif à son sens à la suite de la récente guerre du Kippour.
- 2007 : un attentat-suicide contre un cortège motorisé transportant l’ancienne première ministre du Pakistan, Benazir Bhutto, tue au moins 180 personnes et en blesse 500 autres. Bhutto elle-même n’est pas blessée.
- 2018 : révélations de l'enquête sur les CumEx Files, une opération de fraude fiscale à l'échelle européenne.
- 2020 : le Z Event 2020 récolte 5,7 millions d'euros de dons pour Amnesty International, battant le record mondial pour un marathon vidéoludique qu'il détenait lui-même l'année précédente.

## Naissances

### XIIesiècle
- 1127 : Go-Shirakawa (後白河天皇), empereur du Japon de 1155 à 1158 († 26 avril 1192).
- 1130 : Zhu Xi (朱熹), philosophe chinois († 23 avril 1200).

### XVesiècle
- 1405 : Pie II (Enea Silvio Piccolomini dit), 210e pape, exerçant son pontificat entre 1458 et 1464 († 15 août 1464).

### XVIesiècle
- 1517 : Manuel da Nóbrega, religieux portugais († 18 octobre 1570).
- 1518 : Nicolas de Pellevé, prélat français († 28 mars 1594).
- 1547 : Justus Lipsius, humaniste flamand († 23 mars 1606).
- 1569 : Giambattista Marino, poète italien († 26 mars 1625).

### XVIIesiècle
- 1616 : Francisco Enríquez de Villacorta, médecin espagnol († 1680).
- 1619 : Jean Armand de Maillé-Brézé, militaire français († 14 juin 1646).
- 1634 : Luca Giordano, peintre italien († 3 janvier 1705).
- 1663 : Eugène de Savoie-Carignan, militaire savoyard († 21 avril 1736).
- 1679 : Ann Putnam, américaine, témoin du procès des sorcières de Salem († 1716).

### XVIIIesiècle
- 1701 : Charles Le Beau, historien français († 13 mars 1778).
- 1706 : Baldassare Galuppi, compositeur italien († 3 janvier 1785).
- 1736 : Alexandre Angélique de Talleyrand-Périgord, prélat français († 20 octobre 1821).
- 1741 : Pierre Choderlos de Laclos, militaire et auteur français († 5 septembre 1803).
- 1777 : Heinrich von Kleist, écrivain allemand († 21 novembre 1811).
- 1785 : Thomas Love Peacock, homme de lettres britannique († 23 janvier 1866).

### XIXesiècle
- 1806 : Johan Peter Raadsig, peintre danois († 1er juillet 1882).
- 1816 : Friedrich Wilhelm Adami, homme de lettres allemand († 5 août 1893).
- 1822 : Daniel Coleman DeJarnette Sr., représentant de la Virginie au Congrès des états confédérés († 20 août 1881).
- 1859 : Henri Bergson, philosophe français, prix Nobel de littérature en 1927 († 4 janvier 1941).
- 1870 : Josiah Ritchie, joueur de tennis anglais, champion olympique en 1908 (†  28 février 1955).
- 1872 : Joséphine de Belgique, princesse de Hohenzollern, née princesse de Belgique († 6 janvier 1958)
- 1873 : Ivanoe Bonomi, homme politique italien († 20 avril 1951).
- 1880 : Vladimir Jabotinsky (Владимир Евгеньевич Жаботинский), militant sioniste ukrainien († 4 août 1940).
- 1882 : Lucien Petit-Breton, cycliste sur route français. (†  20 décembre 1917).
- 1887 : Charles-Edmond Perrin, historien médiéviste français (†  13 février 1974).
- 1893 : Georges Ohsawa (Yukikazu Sakurazawa / 桜沢如 dit), nutritionniste et philosophe japonais, fondateur de la macrobiotique († 24 avril 1966).
- 1898 : Lotte Lenya (Karoline Wilhelmine Charlotte Blamauer dite), actrice et chanteuse autrichienne († 28 novembre 1981).

### XXesiècle
- 1902 : Ellen Miriam Hopkins, actrice et danseuse américaine († 9 octobre 1972).
- 1903 : Lina Radke (Karoline Radke-Batschauer dite), athlète allemande († 14 février 1983).
- 1905 : Félix Houphouët-Boigny, homme politique, médecin et planteur ivoirien, président de la République de Côte d'Ivoire de 1960 à 1993 († 7 décembre 1993).
- 1909 : Norberto Bobbio, philosophe italien († 9 janvier 2004).
- 1910 :
  - Luc Lacourcière, écrivain, ethnologue et folkloriste québécois († 15 mai 1989).
  - Philibert Tsiranana, homme politique malgache, président de la République de Madagascar de 1959 à 1972 († 16 avril 1978).
- 1911 : Lucienne Welschinger, cheftaine aux Guides de France (GDF), résistante française, fondatrice et chef du réseau Équipe Pur Sang († 23 janvier 2001).
- 1912 : Aurelio Sabattani, prélat italien († 19 avril 2003).
- 1915 : Victor Sen Yung, acteur américain († 1er novembre 1980).
- 1918 : 
  - Angelina Friedman (née Sciales), immigrée italo-américaine née sur un paquebot transatlantique sous la grippe espagnole, devenue centenaire ayant survécu à au moins deux attaques de covid19[7],[8].
  - Robert « Bobby » Troup, musicien américain († 7 février 1999).
- 1919 :
  - Suzanne Bachelard, philosophe française, fille de Gaston Bachelard († 3 novembre 2007).
  - Anita O'Day (Anita Belle Colton dite), chanteuse américaine († 23 novembre 2006).
  - Pierre Elliott Trudeau, homme politique canadien, premier ministre de 1968 à 1979 puis de 1980 à 1984 († 28 septembre 2000).
- 1920 : Melina Mercouri (Μελίνα Μερκούρη), actrice et femme politique grecque († 6 mars 1994).
- 1921 : Jesse Helms, homme politique américain, sénateur de Caroline du Nord de 1973 à 2003 († 4 juillet 2008).
- 1924 : Allyn Ferguson, compositeur américain de musiques de séries télévisées († 23 juin 2010).
- 1926 :
  - Charles Edward Anderson « Chuck » Berry, musicien américain († 18 mars 2017).
  - David Giles, réalisateur de télévision britannique († 6 janvier 2010).
  - Klaus Kinski (Klaus Günter Karl Nakszynski dit), acteur allemand († 23 novembre 1991).
- 1927 :
  - Vello Asi, architecte d'intérieur et graphiste estonien († 20 novembre 2016).
  - George Campbell Scott, acteur américain († 22 septembre 1999).
- 1928 : 
  - André Asséo, journaliste radiophonique français de cinéma[9],[10] († 1er février 2020).
  - Marcus Kimball, homme politique britannique († 26 mars 2014).
- 1929 : 
  - Violeta Chamorro, femme d'État nicaraguayenne, présidente de la République du Nicaragua de 1990 à 1996.
  - Jean-Pierre Fourcade, personnalité politique française et aquitaine un temps maire de Boulogne-Billancourt jouxtant Paris.
  - Dorothea Rockburne, artiste peintre canadienne.
- 1930 :
  - Frank Carlucci, homme politique américain († 3 juin 2018).
  - Hubert Coppenrath, prélat français († 31 juillet 2022).
  - Michel Drach, cinéaste français († 14 au 15 février 1990).
- 1932 : 
  - René Bliard, footballeur français († 27 septembre 2009).
  - Vytautas Landsbergis, musicologue, indépendantiste et premier chef de l'État lituanien post-indépendance puis député européen.
- 1933 : Alvis Forrest Gregg, joueur et instructeur de football américain († 12 avril 2019).
- 1934 :
  - Jean-Pierre Desagnat, réalisateur français de cinéma et de télévision.
  - Sylvie Joly, avocate puis humoriste française († 4 septembre 2015).
  - Inger Stevens, actrice américaine d’origine suédoise († 30 avril 1970).
- 1935 : Peter Boyle, acteur américain († 12 décembre 2006).
- 1936 : Jaime Lucas Ortega y Alamino, prélat cubain († 26 juillet 2019).
- 1938 : Guy Roux, entraîneur de football français.
- 1939 :
  - Michael Keller « Mike » Ditka, Jr., joueur et entraîneur de football américain.
  - U Aung Ko, professeur et acteur birman.
  - Lee Harvey Oswald, meurtrier américain présumé de John Fitzgerald Kennedy († 24 novembre 1963).
- 1940 : 
  - Jacques Higelin, chanteur français († 6 avril 2018).
  - Győző Kulcsár, épéiste hongrois, quadruple champion olympique († 19 septembre 2018).
- 1942 : 
  - Emmanuëlle (Ginette Filion dite), chanteuse canadienne.
  - Bernard Volker, journaliste français.
- 1943 : Christine Charbonneau, auteure-compositrice et interprète québécoise († 29 mai 2014).
- 1944 : Rémi Bujold, homme politique canadien.
- 1945 : Yıldo (Ahmet Yıldırım Benayyat dit), animateur de télévision turc.
- 1946 : Howard Shore, compositeur canadien.
- 1947 :
  - Joseph Thomas « Joe » Morton Jr., acteur américain.
  - Laura Nyro, compositrice et interprète américaine († 8 avril 1997).
- 1948 : Ntozake Shange (Paulette L. Williams dite), dramaturge, poétesse et artiste de performance américaine († 27 octobre 2018).
- 1950 : 
  - Om Puri (ਓਮ ਪ੍ਰਕਾਸ਼ ਪੁਰੀ), acteur indien († 6 janvier 2017).
  - Wendy Wasserstein, dramaturge américaine († 30 janvier 2006).
- 1951 : Pamela Gene « Pam » Dawber, actrice américaine.
- 1953 : Georgi Raykov, lutteur bulgare, champion olympique († 12 août 2006).
- 1954 : Arliss Howard, acteur américain.
- 1956 :
  - Isabelle Autissier, navigatrice française.
  - Martina Navrátilová, joueuse de tennis américaine.
- 1957 : Catherine Ringer, chanteuse française du duo musical et marital Les Rita Mitsouko.
- 1958 : 
  - Harold Haenel, skipper américain, champion olympique.
  - Kjell Samuelsson, hockeyeur professionnel suédois.
- 1959 : 
  - Ernesto Canto, athlète mexicain spécialiste de la marche athlétique, champion olympique († 20 novembre 2020).
  - Tatyana Kolpakova, athlète kirghize, championne olympique du saut en longueur.
  - Bruno Lochet, acteur français.
  - Zdzisław Raczyński, homme politique polonais.
- 1960 : 
  - Yves Chiron, essayiste, journaliste et historien français spécialiste de l'histoire de l'Église et du catholicisme à l'époque contemporaine.
  - Erin Moran, actrice américaine († 22 avril 2017).
  - Jean-Claude Van Damme (Jean-Claude Van Varenberg dit), acteur belge.
- 1961 :
  - Wynton Marsalis, trompettiste et compositeur américain.
  - Hiram Frederick « Rick » Moody III, romancier américain.
- 1962 :
  - Olga Chernysheva, artiste vidéaste et photographe russe.
  - Vincent Spano, acteur américain.
- 1963 : Steve Epting, dessinateur américain de comics.
- 1964 : 
  - Normand Lacombe, hockeyeur professionnel québécois.
  - Malik Oussekine, victime des voltigeurs († 8 décembre 1986).
- 1966 : Guillaume de Tonquédec, acteur français.
- 1967 : Barbara Tissier, actrice et directrice doublage.
- 1968 : Fernando Soto, acteur espagnol.
- 1969 : Pascal Soetens, éducateur sportif et présentateur de SOS ma famille a besoin d'aide.
- 1971 : Sigrid Pawelke, commissaire d’exposition et historienne de l’art allemande.
- 1972 : Alexandre Tagliani, pilote automobile québécois.
- 1973 :
  - John Baldwin, patineur artistique de couple américain.
  - Daniel Farabello, basketteur argentin.
  - Kenzo Nakamura, judoka japonais, champion olympique.
- 1974 : Axelle Lemaire, femme politique française, secrétaire d'État chargée du Numérique et de l'Innovation de 2014 à 2017.
- 1975 :
  - Julie Bataille, actrice française et ex-voix off de TF1.
  - Kong Linghui (孔令辉), pongiste chinois, double champion olympique.
  - François Ruffin, journaliste, essayiste, réalisateur et homme politique français.
- 1977 :
  - Christelle Jacquaz, actrice suisse.
  - Paul Stalteri, ancien footballeur international canadien.
  - David Vuillemin, ancien pilote de motocross et de supercross.
- 1978 :
  - Jorge Coelho, basketteur portugais.
  - Steeve Essart, basketteur français.
- 1979 : Camel Meriem, footballeur français.
- 1980 : Raphaël Desroses, basketteur français.
- 1982 :
  - Thierry Amiel, chanteur français.
  - Ne-Yo (Shaffer Chimere Smith dit), chanteur américain.
- 1983 :
  - Félicien Du Bois, hockeyeur sur glace suisse.
  - Émilie Gomis, basketteuse française.
- 1984 :
  - David Liffiton, hockeyeur sur glace canadien.
  - Freida Pinto, actrice indienne.
  - Esperanza Spalding, contrebassiste, chanteuse et compositrice américaine.
  - Lindsey Vonn, skieuse américaine.
- 1985 : Yoenis Céspedes, joueur de baseball cubain.
- 1987 : Zachary David Alexander « Zac » Efron, acteur et chanteur américain.
- 1988 : Wilfried Moimbé, footballeur français.
- 1990 :
  - Kyle Austin, basketteur américain.
  - Brittney Griner, basketteuse américaine.
- 1991 :
  - Morgan Escaré, joueur de rugby à XIII français.
  - Tyler Posey, acteur, musicien et chanteur américain.
  - Toby Regbo, acteur britannique.
- 1993 :
  - Zarina Diyas (Зарина Диас), joueuse de tennis kazakhe.
  - Bastien Pinault, basketteur français.

### XXIesiècle
- 2005 : Anneth Delliecia, chanteuse indonésienne.

## Décès

### Iersiècle
- 31 (entre les 18 et 20 october de sa vocation aux gémonies) : Séjan (Lucius Aelius Seianus en latin), préfet  du prétoire de l'empire romain et de sa garde de 15 à cette mort exécuté, citoyen le plus influent de Rome durant le principat de l'empereur Tibère en partie contemporain de J.-C. voire de Saint Luc ci-après (° -20).

### VIIesiècle
- 629 : Clotaire II, roi des Francs de 613 à 629 (° 584).

### XIIesiècle
- 1141 : Léopold Ier, duc de Bavière de 1139 à 1141 (° 1108).
- 1166 : Henri de Sandomierz, militaire polonais (° 1130).

### XIIIesiècle
- 1216 : Jean sans Terre, roi d'Angleterre, seigneur d'Irlande et duc d'Aquitaine de 1199 à 1216 (° 24 décembre 1166).

### XVIesiècle
- 1541 : Marguerite Tudor, reine consort d'Écosse de 1502 à 1513, épouse de Jacques IV d'Écosse (° 28 novembre 1489).
- 1547 : Jacopo Sadoleto, prélat et écrivain italien (° 12 juillet 1477).
- 1570 : Manuel da Nóbrega, religieux portugais (° 18 octobre 1517).

### XVIIesiècle
- 1646 : Isaac Jogues, missionnaire jésuite français, l'un des 8 martyrs canadiens (° 10 janvier 1607).
- 1654 : Jérôme de Saint-Joseph, moine carme espagnol, biographe, historien, et chroniqueur de son ordre (° mai 1587).

### XVIIIesiècle
- 1739 : António José da Silva, dramaturge portugais, étranglé puis brûlé à Lisbonne comme suspect de judaïsme (° 8 mai 1705).
- 1744 : Sarah Churchill, femme politique anglaise (° 29 mai 1660).
- 1793 : Charles de Bonchamps, militaire français, commandant de l’armée Vendéenne (°10 mai 1760).
- 1798 : Francisco José de Lacerda e Almeida, mathématicien, géodésien, astronome et explorateur portugais (°29 août 1763)

### XIXesiècle
- 1815 : Claude Alexis Cochard, juriste et homme politique français (° 1er mai 1743).
- 1860 : Casimiro de Abreu poète brésilien (°4 janvier 1839)
- 1871 : Charles Babbage, mathématicien britannique (° 26 décembre 1791).
- 1886 :
  - Heinrich Ahrens, entrepreneur allemand (° 21 décembre 1842).
  - Ernest Brudenell-Bruce, homme politique britannique (° 8 janvier 1811).
  - Nikolaï Makovski, peintre russe (° 10 mai 1841).
- 1893 : Charles Gounod, compositeur français (° 17 juin 1818).

### XXesiècle
- 1911 : Alfred Binet, psychologue français (° 8 juillet 1857).
- 1924 : Franz Schrader, géographe, alpiniste, cartographe et peintre français (° 11 janvier 1844).
- 1931 : Thomas Edison, inventeur et industriel américain (° 11 février 1847)
- 1940 : Saint-Pol-Roux (Paul-Pierre Roux dit), poète français (° 15 janvier 1861).
- 1948 : Walther von Brauchitsch, militaire allemand (° 4 octobre 1881).
- 1949 : Enriqueta Compte y Riqué, pédagogue uruguayenne (° 31 décembre 1866).
- 1950 : Giuseppe Borgatti, artiste lyrique italien (° 17 mars 1871).
- 1966 : Elisabeth Arden, cosmétologue et femme d’affaires américaine d’origine canadienne (° 31 décembre 1881).
- 1970 : Krim Belkacem, homme politique algérien (° 14 septembre 1922).
- 1977 : Hanns Martin Schleyer, officier SS puis représentant du patronat allemand (° 1er mai 1915).
- 1982 : 
  - Pierre Mendès France, homme politique et avocat français, président du Conseil de 1954 à 1955 (° 11 janvier 1907).
  - Elisabeth Virginia Wallace « Bess » Truman, épouse du président des États-Unis Harry S. Truman, Première dame des États-Unis de 1945 à 1953 (° 13 février 1885).
  - John Robarts, homme politique canadien, premier ministre de l'Ontario de 1961 à 1971 (° 11 janvier 1917).
- 1985 : Stefan Askenase, musicien polonais (° 10 juillet 1896).
- 1993 : Smaïl Yefsah, journaliste algérien (° 29 octobre 1962).
- 1994 : 
  - Xavier Depraz, comédien et chanteur lyrique français (° 22 avril 1926).
  - Cleews Vellay, gestionnaire français, président d'Act Up-Paris (° 3 février 1964).
- 1995 : Gilbert Langevin, poète québécois (° 27 avril 1938).
- 1996 : Jason Bernard, acteur américain (° 17 mai 1938).
- 1997 : Trude Eipperle, soprano allemande (° 27 janvier 1908).
- 1999 : Joseph Piatek, footballeur français (° 9 mars 1931).
- 2000 : 
  - Julie London (Gayle Peck dite), chanteuse et actrice américaine (° 26 septembre 1926).
  - Gwen Verdon, actrice américaine (° 13 janvier 1925).

### XXIesiècle
- 2003 :
  - Giovanni Ubaldo « Jean » Panzani, industriel français (° 1911).
  - Manuel Vázquez Montalbán, homme de lettres espagnol (° 14 juin 1939).
- 2004 : Hilaire Flandre, homme politique français (° 24 février 1937).
- 2005 :
  - William Evan Allan, militaire australien (° 24 juillet 1899).
  - Johnny Haynes, footballeur écossais (° 17 octobre 1934).
  - Alexandre Iakovlev (Александр Николаевич Яковлев), homme politique russe (° 2 décembre 1923).
- 2006 : 
  - Albert « Bobby » Hachey, guitariste et chanteur country canadien (° 2 janvier 1932).
  - Maria Haller, diplomate angolaise (° 1923).
  - Marc Hodler, skieur alpin puis avocat et dirigeant sportif (° 26 octobre 1918).
  - Mario Francesco Pompedda, prélat italien (° 18 avril 1929).
  - Alvin Weinberg, physicien nucléaire américain (° 20 avril 1915).
- 2007 : Lucky Dube, chanteur sud-africain (° 3 août 1964).
- 2008 : 
  - Maurice Bernardet, journaliste français (° 18 septembre 1921).
  - Xie Jin, réalisateur et scénariste chinois (° 21 novembre 1923).
  - Dee Dee Warwick (Delia Mae Warrick dite), chanteuse américaine (° 25 septembre 1945).
- 2009 :
  - Nancy Spero, artiste plasticienne et peintre américaine (° 24 août 1926).
  - Basie Viviers, joueur de rugby à XV sud-africain (° 1er mars 1927).
- 2013 : Allan Stanley, hockeyeur sur glace canadien (° 1er mars 1926).
- 2016 : Christophe Sagna, footballeur sénégalais (° 5 mai 1954).
- 2021 : Colin Powell, officier militaire pendant la crise du Golfe de 1990-91 puis homme politique américain républicain secrétaire d'État du premier mandat de George W. Bush vers 2003.

## Célébrations
- Journée de la cravate.

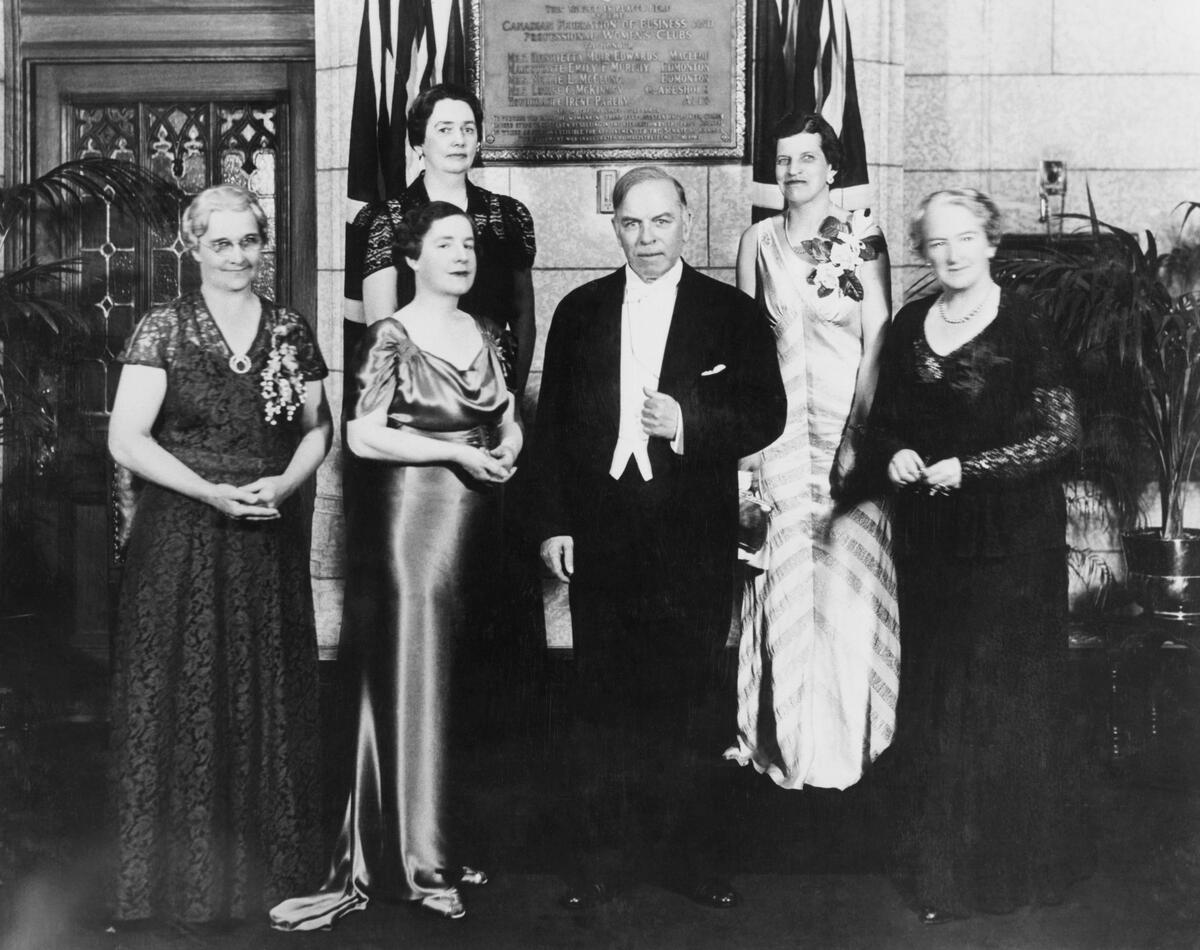
Inauguration d'une plaque à la mémoire de cinq Canadiennes et Albertaines dont les efforts se sont soldés par l'affaire « Persons » ayant ouvert le droit des femmes à exercer des fonctions officielles au Canada

- Alaska (États-Unis) : Alaska Day (en) / « fête de l'Alaska » commémorant le transfert officiel de souveraineté sur l'Alaska de la Russie vers les États-Unis en 1867.
- Azerbaïdjan : fête de l'indépendance commémorant la déclaration d'indépendance politique vis-à-vis de l'Union soviétique en 1991[11].
- Canada : Persons Day (en) / commémoration du procès Edwards vs Canada dont l'issue ouvrit les portes du Sénat canadien à des élues femmes (photographie ci-contre).

- Christianisme : station dans l'église du martyr Laurent (voir aussi 10 août) avec déposition, mémoire des martyrs Thyrse et Hippolyte, lecture de Héb. 13, 22-25 et de Jn 10, 17(-21) dans le Lectionnaire de Jérusalem.

### Saints des Églises chrétiennes

#### Catholiques et orthodoxes
Saints du jour, :
- Amable de Riom († 485), curé et saint patron de la ville de Riom.
- Asclépiade d'Antioche (en) († 218), évêque et martyr à Antioche.
- Gwenn († 492), époux de saint Fragan, mère des saints Guéthénoc, Jacut, Guénolé.
- Hermès et Taxe († VIe siècle), martyrs à Galatz.
- Juste de Beauvais († 287), jeune enfant martyr à Saint-Just-en-Chaussée, près de Beauvais.
- Marynos (IVe siècle), martyr.
- Luc († Ier siècle), compagnon de Saint Paul (de Tarse) fêté le 22 avril dans l'Église orthodoxe.
- Monon de Nassogne († 645), ermite et martyr en forêt d'Ardenne.
- Procule de Pouzzoles († 305), diacre, Eutyque et Acuce, martyrs à Pouzzoles.
- Tryphonia de Rome (IIIe siècle), Veuve et martyre.

#### Saints et bienheureux catholiques
Saints et béatifiés du jour :
- Pierre d'Alcántara († 1562), mystique franciscain, conseiller de sainte Thérèse d'Avila quant à elle des 15 octobre trois jours plus tôt[14].

#### Saints orthodoxes
Outre les saints œcuméniques voire pré-schismatiques ci-avant, aux dates parfois "juliennes" / orientales...
- Gabriel et Kermidolis († 1522), martyrs égyptiens.
- Pierre de Tsetinie († 1830), moine.

### Prénoms
Bonne fête aux Luc et ses variantes ou dérivés : Laux, Louka, Louki, Loukia, Loutsi, Loutsian, Luca, Lucas, Lucca, Lucco, Luce, Lucetta, Lucian, Luciana, Luciano, Lucien, Lucienne (voir les 8 janvier), Lucija, Lucile, Lucille, Lucillien, Lucinda, Lucinde, Lucinien, Lucinius, Lucio, Luciole, Lucius, Luck, Lucy, Lucyna, Luka, Lukas, Lukaz, Luke, Lu(c)ky, Lutzel, Lutzele, Lux, Luz, Luzei, Luzia, Zeia, Zeiete[réf. souhaitée].
Et aussi aux :
- Aimable et sa variante Amable ;
- aux Edwige et ses variantes ou dérivés : Edvige, Hedda, Hedel, Hedgen, Hedi, Hedwig, Hedwiga, Hedy, Hetti, Jadwiga, Wiegel, Wig, Wigge (fête locale plutôt que majeure comme l'avant-veille 16 octobre) ;
- aux Gwendoline et ses variantes Gwendolen et Gwendolyne ; Gwenn et ses dérivés : Guénola, Gwennola, Gwennoline, Annwenn (Anne-Blanche) comme quelque(s) jours auparavant déjà.

## Traditions et superstitions

### Dictons du jour
- « À la saint-Luc, la betterave devient suc(re?). »[15]
- « À la saint-Luc, la pluie du vallon fait de la neige sur le mont. »[16]
- « À la saint-Michel [29 septembre antérieur], la neige est au ciel ; à la saint-Luc elle est au sud ; à la Toussaint [1er novembre postérieur], elle descend ; à la saint-Martin [11 novembre ultérieur encore], ouvre la porte, elle est ici. »[17]

### Astrologie
- Signe du zodiaque : vingt-cinquième jour du signe astrologique de la Balance.

## Toponymie
Les noms de plusieurs voies, places, sites ou édifices de pays ou régions francophones contiennent cette date sous différentes graphies : voir Dix-Huit-Octobre .